# Казацкое (Херсонская область)
Каза́цкое (укр. Козацьке) — посёлок в Новокаховской городской общине Каховского района Херсонской области Украины, расположенный на правом берегу реки Днепр, ниже Каховской ГЭС. Название, зафиксированное уже в «Большом чертеже» 1672 года, происходит от днепровского рукава Казак, на котором он находится. С 24 февраля по 11 ноября 2022 года был оккупирован РФ.

## История
По архивным данным Казацкое было основано 9 июня 1782 года как имение графа Ивана Андреевича Остермана на отведенной ему земле в 15 тысяч кв. десятин (около 164 кв. километров). По описи землевладений 1795 года, в деревне Казацкой числилось 108 человек, переселённых Остерманом из Курской, Могилёвской и Тамбовской губерний.
О смене владельцев существует легенда, пересказанная Владимиром Трубецким:

В восьмидесятых годах XVIII столетия прадед мой граф Василий Васильевич Орлов-Денисов, впоследствии генерал-адъютант государя Александра Павловича, проходя с казаками из Крыма на Север, остановился на ночёвку в 70-ти верстах севернее Херсона. Заехав к соседней помещице графине Браницкой, в её село Каменку, провел там вечер, поспорил с хозяйкою и на пари выиграл это её имение с прилегавшей к нему землёй в количестве 18 000 десятин. Место это понравилось прадеду, и он велел построить на высоком берегу Днепра из местного камня дом — копию Московского Румянцевского музея, обмеблировал его полностью, построил казарму, конюшню и хозяйственные постройки и, наконец, переселил из Рязанской губернии, из другого своего имения «Борки»[уточнить] — крестьян.

К Трубецким имение перешло в качестве приданого жене Н. П. Трубецкого, Любови Васильевне Орловой-Денисовой (1828—1860).
В Казацком находятся ныне руины дворца и флигеля (1884). Планируется их восстановление.
В казацком имении князя П. Н. Трубецкого был большой конный завод и многочисленные виноградники, урожай с которых служил сырьем для великолепных вин, изготавливаемых по рецептам князя. Виноградники были заложены в 1896 году по совету князя Льва Сергеевича Голицына, а уже через несколько лет вина из Казацкого получили ряд отечественных и международных призов.
Имеется памятник Б.Хмельницкому. Рядом с Казацким в селе Веселое находится здание винзавода (1898), ныне — ОАО «Им. князя Трубецкого», созданного на базе заложенных князем Петром Трубецким винных погребов. Главный корпус винзавода (1909) выполнен в стиле модерн.
Недалеко от винзавода, возле Днепра, сохранилась средневековая сторожевая башня XVI—XVII веков. Перестроена башня в XIX веке стенами двухметровой толщины.
6 декабря 1960 года Казацкое получило статус посёлка городского типа.
В 2008 году было принято решение восстановить находящееся здесь имение князя П. Н. Трубецкого.
- Имение Трубецкого в начале XX века
- Вид на имение со стороны Новой Каховки, 2010 год (развалины в центре фотографии)

## Известные уроженцы
- Выдриган, Захарий Петрович (1898—1967) — советский военачальник, генерал-майор
- Выдриган, Николай Захарович (1920—1946) — лётчик-ас, гвардии старший лейтенант Советской Армии, участник Великой Отечественной войны, Герой Советского Союза.